# Elecciones a los consejos insulares de Baleares de 2011
Las elecciones a los consejos insulares de 2011 se celebraron el 22 de mayo de 2011, en el marco de las elecciones autonómicas y municipales de 2011.
Los Consejos Insulares de Mallorca, Menorca, Ibiza y Formentera constituyen los órganos de autogobierno de cada una de las cuadro islas mayores del archipiélago balear.
La reforma del Estatuto de Autonomía de las Islas Baleares, de 1 de marzo de 2007, contempla que a partir de dicha fecha la elección de los miembros de los Consejos Insulares de Ibiza, Mallorca y Menorca se haga en una lista separada de la lista al Parlamento de las Islas Baleares. Se establece igualmente que el Consejo Insular de Formentera quede integrado por los concejales del Ayuntamiento de Formentera, único municipio de la isla, al que pertenece administrativamente la totalidad de su territorio; así, para la constitución de este Consejo Insular, no se celebran unas elecciones locales diferenciadas de las municipales como en el caso de las otras tres islas.

## Candidaturas a los consejos insulares

### Candidaturas ya presentes en los diferentes consejos
| Consejo insular y presidente en la anterior legislatura | Candidatos | Observaciones |
| ------------------------------------------------------- | --- | --- |
| Mallorca Francina Armengol (PSOE)                       | - PP: Maria Salom - PSOE-PSIB: Francina Armengol - CxI: Antoni Amengual - PSM-Iniciativa Verds-ExM: Joan Font - EUIB: Albert Aguilera | - En las anteriores elecciones PSM, EUIB, EV y ERC se presentaron en coalición con el nombre de Bloc per Mallorca. - EUIB se presenta en esta ocasión en solitario. - El PSM-EN concurrirá en esta ocasión en coalición con Iniciativa Verds (partido creado en 2010 por la unión de Els Verds de Mallorca e Iniciativa d'Esquerres, escisión está última de EUIB) y Entesa per Mallorca. - Unió Mallorquina se presenta refundada en Convergència per les Illes. - Otras candidaturas: ASI, CCD, CENB, Cs, Dissidents, ERB, IB-LLIGA, PACMA, PFyV, PRB, PIIB, PLIE, TD, UPyD. |
| Menorca Marc Pons Pons (PSOE)                           | - PP: Santiago Tadeo - PSIB-PSOE: Marc Pons - PSM: Maite Salord - EV: Rafel Muñoz                                                     | - En esta ocasión Els Verds de Menorca y el Partit Socialista de Menorca se presentan en solitario y no en la coalición Partit Socialista de Menorca-Verds. - Otras candidaturas: EUIB, CENB, UPCM, UMe, UPyD. |
| Ibiza Xico Tarrés (PSOE)                                | - PSOE-Pacte: Xico Tarrés - Eivissa pel Canvi: Albert Prats - PP: Vicenç Serra                                                        | - PSOE-Pacte coalición formada por Partido de los Socialistas de las Islas Baleares-PSOE (PSIB-PSOE), Esquerra Republicana de Catalunya (ERC) y Gente por Ibiza (GxE) - Ibiza por el Cambio, integrada por EUIB, EV, ENE, ERC e independientes en 2007, se presenta esta vez como coalición únicamente de EUIB, EV e independientes. - Otras candidaturas: ESOS, NA, PACMA, UPyD. |
| Formentera Jaume Ferrer Ribas (GxF)                     | - GxF: Jaume Ferrer - Sa Unió: Javier Serra - PSIB-PSOE: Hilario Ferrer                                                               | - Sa Unió es la coalición del PP y Grup Independent de Formentera, que en las anteriores elecciones concurrieron por separado. - Otras candidaturas: PSM-EN, PREF. |

## Resultados electorales
| Consejo Insular        | Presidente y consejo ejecutivo                            | Partido    | Consejeros | +/- |
| ---------------------- | --------------------------------------------------------- | ---------- | ---------- | --- |
| Ibiza 13 consejeros    | - Presidente: Vicenç Serra (PP) - Consejo ejecutivo: PP   | PP         | 8          | +2  |
| Ibiza 13 consejeros    | - Presidente: Vicenç Serra (PP) - Consejo ejecutivo: PP   | PSOE-Pacte | 5          | -2  |
| Mallorca 33 consejeros | - Presidenta: Maria Salom (PP) - Consejo ejecutivo: PP    | PP         | 19         | +3  |
| Mallorca 33 consejeros | - Presidenta: Maria Salom (PP) - Consejo ejecutivo: PP    | PSIB-PSOE  | 11         | =   |
| Mallorca 33 consejeros | - Presidenta: Maria Salom (PP) - Consejo ejecutivo: PP    | PSM-Entesa | 3          | = a |
| Mallorca 33 consejeros | - Presidenta: Maria Salom (PP) - Consejo ejecutivo: PP    | UM         | 0          | -3  |
| Menorca 13 consejeros  | - Presidente: Santiago Tadeo (PP) - Consejo ejecutivo: PP | PP         | 8          | +2  |
| Menorca 13 consejeros  | - Presidente: Santiago Tadeo (PP) - Consejo ejecutivo: PP | PSIB-PSOE  | 4          | -2  |
| Menorca 13 consejeros  | - Presidente: Santiago Tadeo (PP) - Consejo ejecutivo: PP | PSM-Verds  | 1          | =   |

| Ayuntamiento-Consejo Insular        | Alcalde-Presidente y gobierno                                            | Partido           | Concejales-consejeros | +/-  |
| ----------------------------------- | ------------------------------------------------------------------------ | ----------------- | --------------------- | ---- |
| Formentera 13 concejales-consejeros | - Alcalde-Presidente: Jaume Ferrer Ribas (GxF-PSOE) - Gobierno: GxF-PSOE | GxF               | 6                     | +1   |
| Formentera 13 concejales-consejeros | - Alcalde-Presidente: Jaume Ferrer Ribas (GxF-PSOE) - Gobierno: GxF-PSOE | Sa Unió (PP-GUIF) | 5                     | -1 b |
| Formentera 13 concejales-consejeros | - Alcalde-Presidente: Jaume Ferrer Ribas (GxF-PSOE) - Gobierno: GxF-PSOE | PSIB-PSOE         | 2                     | =    |

a Respecto al Bloc per Mallorca en 2007.

b Respecto a la suma de PP y GUIF en 2007.